# Beto Richa
Carlos Alberto Richa (Londrina, 29 juli 1965) is een Braziliaanse Civiel ingenieur en politicus voor de Braziliaanse Sociaaldemocratische Partij (PSDB). Sinds 2011 vervult hij de functie van gouverneur van de staat Paraná. Daarvoor was Richa van 2005 tot 2010 burgemeester van de stad Curitiba.